# Nedeljko Bajić Baja
Nedeljko Bajić (serbiska: Недељко Бајић), född 9 juni 1965 i Šipovo, Jugoslavien, som är i närheten av Jajce, Bosnien och Hercegovina, är en bosnisk-serbisk sångare, professionellt känd som Nedeljko Bajić Baja eller bara Baja.
Nedeljko föddes i en fattig familj med två bröder och två systrar. Hans far dog tidigt under hans barndom. Baja har haft stora framgångar med hits som Zemlja ljubavi och Zapisano je u vremenu (2007), som även är namnet på ett av hans album.